# Montoneros
Der Movimiento Peronista Montonero, die Peronistische Bewegung Montonero, war eine argentinische Stadtguerilla. Sie entstand um 1970 innerhalb des links-revolutionären Flügels der peronistischen Bewegung und entwickelte sich zu einer der bekanntesten Stadtguerilla-Organisationen Lateinamerikas. Ihre Attentate, Überfälle und Lösegelderpressungen führten vor und während der Militärdiktatur von General Jorge Rafael Videla zu bürgerkriegsähnlichen Zuständen. Die äußerst gewaltsame Reaktion der Diktatur darauf führte 1977 zur Zerschlagung und dem faktischen Ende der Montoneros sowie dem Tod der meisten ihrer Mitglieder. Sie beriefen sich ideologisch auf den Peronismus sowie auf ihre nationalistische Gesinnung, strategisch auf die Fokustheorie des Ernesto Che Guevara.
Zu ihren wichtigsten Führern zählten Mario Firmenich, Fernando Vaca Narvaja und Roberto Cirilo Perdía. Zwei der entscheidenden Gründungsmitglieder, Gustavo Ramus und Fernando Abal Medina, wird häufig eine Herkunft aus der rechtsnationalistischen und antisemitischen Tacuara-Bewegung (Movimiento Nacionalista Tacuara) nachgesagt. Dies ist nicht gesichert, es ist aber wahrscheinlich, dass sie als Vierzehnjährige dieser Organisation angehörten, doch sagt das nichts über ihre spätere Gesinnung aus.

## Geschichte
Historisch betrachtet waren Montoneros ursprünglich Anhänger einer „Montonera“. „Montoneras“ waren bewaffnete Privatarmeen mächtiger Großgrundbesitzer, die in den bürgerkriegsähnlichen Episoden der argentinischen Nationalstaats-Bildungsphase im 19. Jahrhundert gegründet wurden. Sie kämpften mit Guerilla-Taktiken auf der Seite der oft schlecht ausgerüsteten Regierungstruppen oder, bei Interessengegensatz, gegen diese. Der bekannteste Anführer einer „Montonera“ war Juan Facundo Quiroga.
Um 1970 formierte sich die hier behandelte Bewegung „Montoneros“ aus verschiedenen Bestandteilen der Tendencia Revolucionaria (TR) des Peronismus. Die TR als entschieden linke Strömung des Peronismus hatte einen fundierten Rückhalt in der Jugendbewegung. Besonders stark war die TR in der Juventud Peronista (JP), der Schüler- und Studentenorganisation UES (Unión de Estudiantes Socialistas), der peronistischen Bewegung in den Elendsvierteln MVP (Movimiento Villera Peronista), und der JTP, der Peronistischen Arbeiterjugend. Aber auch in den Gewerkschaften sowie in Kreisen des linken Katholizismus verfügten sie über beachtlichen Einfluss.
Bis zur Rückkehr von Juan Domingo Perón im Juni 1973 bemühte sich die TR bzw. die Montoneros, den Peronismus nach links, zu seinen vermeintlichen nationalen und sozialen Wurzeln der 1940er Jahre, zu bringen. Gleichzeitig arbeiteten die Montoneros mit terroristischen Mitteln gegen die Militärregierungen von Onganía, Levingston und Lanusse. Die Montoneros waren überzeugt davon, Perón würde Argentinien – mit Unterstützung der peronistischen Linken – zu einem sozialistischen Land machen.

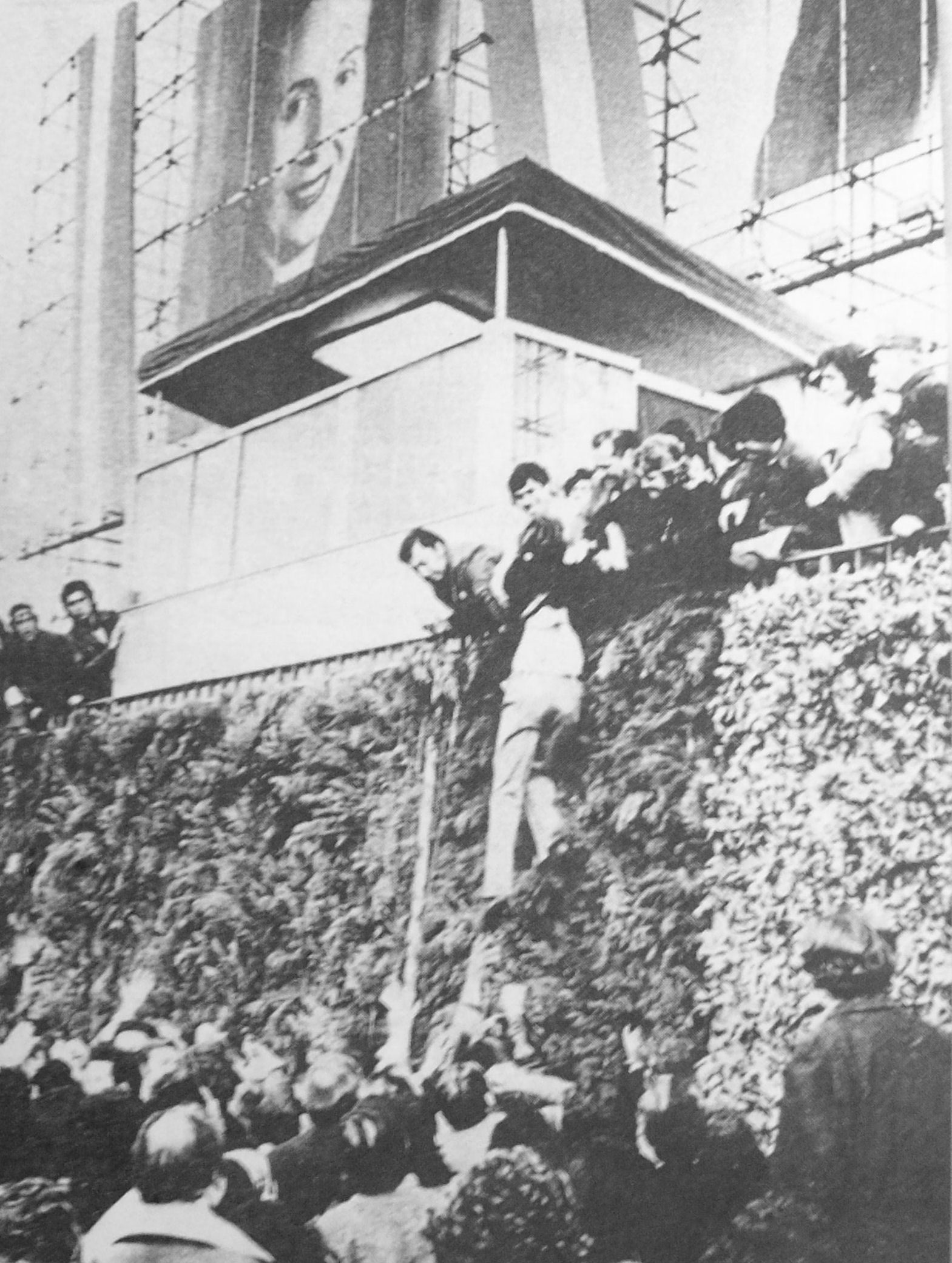
Das Massaker von Ezeiza am Tag der Rückkehr des ehemaligen Präsidenten Perón aus dem Exil nach Argentinien 1973. Es markierte den endgültigen Bruch der peronistischen Bewegung und den Beginn einer neuen Stufe der politischen Gewalt.

Mit der Entführung und Ermordung des ehemaligen argentinischen Präsidenten (1955–1958), des Generals Pedro Eugenio Aramburu, im Mai 1970 leiteten die Montoneros eine ganze Serie gewaltsamer Aktionen ein. Die Finanzierung erfolgte durch die Entführung und Lösegeld-Erpressung von führenden Personen aus der Wirtschaft. Allein die Entführung eines Exxon-Managers brachte den Montoneros 1974 ein Lösegeld von 14,2 Mio. US-Dollar. Auch durch Bankraub gelangten sie zu Geld. Zudem stahlen sie militärische Ausrüstung der regulären argentinischen Armee.
Auf der Willkommenskundgebung zur Rückkehr Peróns, zu der sich über drei Millionen Menschen am internationalen Flughafen Ezeiza versammelten, kam es zu bewaffneten Auseinandersetzungen zwischen den Montoneros und Rechtsperonisten, reformistischen Gewerkschaftern und der Radikalen Partei Ricardo Balbíns. Das Ergebnis waren dreizehn Tote und über dreihundert Verletzte. Das Massaker von Ezeiza, angezettelt von den Rechten, besiegelte die Trennung von Links- und Rechtsperonismus. Perón unterstützte die Gegner der Montoneros und schloss die Montoneros im Mai 1974 aus der Justizialistischen Partei, der größten peronistischen Organisation, aus. Nach dem Tod Peróns am 1. Juli 1974 wurde dessen Witwe Isabel Martínez de Perón Präsidentin; starker Mann im Hintergrund war José Ignacion Rucci, ehemaliger nachgeordneter Polizeioffizier und Sozialminister in der Regierung Perón und zusammen mit José López Rega Mitbegründer der regierungsnahen Todesschwadron Alianza Anticomunista Argentina (Triple A oder AAA).
Am 15. Juli schlugen die Montoneros zurück und töteten den früheren Außenminister Arturo Mor Roig. Im September 1974 wurde die Partido Auténtico als ihr „politischer Arm“ gegründet, der jedoch kaum Einfluss gewinnen konnte und bereits 1975 mit dem Dekret 4060/75 für illegal erklärt wurde. Das Dekret 2452/75 verbot die Montoneros.
Auch eine weitere linke bewaffnete Organisation, die PRT-ERP, der militärische Arm (Ejército Revolucionario del Pueblo) der Partido Revolucionario de los Trabajadores, war zu einer wirklichen Bedrohung der Regierung geworden. Unter der Führung von Mario Roberto Santucho kontrollierten etwa dreihundert ERP-Kämpfer mit ihren Sympathisanten ein Drittel der nordwestlichen Provinz Tucumán.
In den Jahren von 1974 bis 1977 führten die Montoneros ihre größten und bekanntesten Aktionen durch. Aus der Entführung zweier Mitglieder der Unternehmerfamilie Bunge y Born, Jorge und Juan Born, erhielten die Montoneros 60 Millionen US-Dollar in bar und die Lieferung von Kleidung und Lebensmitteln in Höhe von 1,2 Millionen US-Dollar, die sie in den Armenvierteln verteilen ließen. Eine in Bau befindliche Fregatte der argentinischen Kriegsmarine wurde am 22. August 1975 auf der Werft schwer beschädigt. Am 30. Dezember 1975 wurde das Hauptquartier der Argentinischen Armee in Buenos Aires erfolgreich angegriffen.
1973/74 starben 83 Armeeangehörige und Polizisten, 1975 gab es 137 tote Soldaten und Polizisten. In der Woche vor dem Militärputsch töteten die Montoneros 13 Polizisten als Teil ihrer Dritten nationalen Militärkampagne. Auch nach dem Militärputsch waren die Montoneros im Jahr 1976 noch militärisch erfolgreich. Insgesamt starben 156 Soldaten und Polizisten.

Im März 1976 putschte das Militär unter dem General Jorge Rafael Videla. Schon Mitte 1976 wurde die ERP in zwei Einsätzen vernichtend geschlagen, danach fielen bald ihre wichtigen Anführer. Der von der Militärdiktatur geführte schmutzige Krieg löschte die ERP bis Ende 1977 aus, etwa 5000 ihrer Aktivisten wurden getötet, sie fielen oder „verschwanden“. Der Brigadegeneral und Militärgouverneur der Provinz Buenos Aires, Ibérico Saint Jean, umschrieb das Vorgehen der Militärdiktatur 1977 folgendermaßen:
„Erst werden wir alle Subversiven töten, dann ihre Kollaborateure, danach ihre Sympathisanten, danach die Unentschlossenen und schließlich die Zaghaften.“
Insgesamt starben mindestens 12.261, nach Schätzungen bis zu 30.000 Gegner der Militärdiktatur während deren Herrschaft von 1976 bis 1983. ERP und Montoneros töteten etwa 1.500 Menschen, darunter 600 Zivilisten.
Die Militärdiktatur hatte sich auch der rechtsextremistischen Todesschwadron Triple A (Alianza Anticomunista Argentina) bedient, die in verschiedene Einsatzgruppen der Streitkräfte integriert wurden. Die Gegner der Diktatur wurden gefoltert und ermordet, in der Haft in Geheimgefängnissen unter unmenschlichen Bedingungen geborene Kinder wurden teils an „zuverlässige“ Familien von Offizieren oder Unternehmern übergeben. Etwa drei- bis vierhundert so von Militärs zwangsadoptierte junge Menschen, die heute (2019) etwa Mitte bis Ende 30 sind, wurden trotz intensiver Suche bis heute nicht gefunden. Bis heute (Stand 2019) gedenken die Madres und Abuelas de Plaza de Mayo, Mütter und Großmütter der Plaza de Mayo, jeden Donnerstag um 15:30 der Verschwundenen und derer Kinder, indem sie auf diesem Platz vor dem Präsidentschaftspalast schweigend ihre Runden drehen.
Ende der 1970er Jahre waren die Montoneros als Stadtguerilla unter schwersten Verlusten (etwa 5.000 Tote) zerschlagen. 1977 ging die Führung der Organisation ins Exil. In den 1980er Jahren kam es im Exil zu einer Aufsplitterung der Reste der Organisation, wie 1980 der Gruppe Montoneros 17 de Octubre (Miguel Bonasso, Jaime Dri, Pablo Ramos u. a.) und 1985 Peronismo Revolucionario (Mario Firmenich, Fernando Vaca Narvaja, Roberto Cirilio Perdía, Pablo Unamuno u. a.).